# Медейна
 Медейна (Медеінас) — богиня лісів, дерев та тварин, одне з головних божеств литовської міфології. 
Найперша згадка — XIII століття, Іпатіївський літопис. Присутня в переліку богів, яким молився Міндовг. 
У хроніці Малали одночасно з Медейною згадана Жворуна. У XV столітті польський історик Ян Длугош порівнює Медейну з римською Діаною. Її згадують також Мікалоюс Даукша, Ян Ласицький, Хроніка Биховця. На думку Альгірдаса Греймаса, Медейна представляється самотньою, чуттєвою, красивою дівчиною, яка не бажає одруження, мисливицею або вовчицею (Вілкмерге — молода вовчиця). 
Вважається, що деякі святі камені, які названі «Стопи зайців», були місцями культу Медейни. 
Після хрещення Литви культ Медейни поступово зійшов нанівець, її статус зрівнявся з положенням духу лісів, Лауми. 